# Arika Okrent
Arika Okrent (pronunciado ˈɛɹɪkə ˈoʊkɹɛnt) es una lingüista estadounidense, conocida principalmente por su libro de 2009: In the Land of Invented Languages: Esperanto Rock Stars, Klingon Poets, Loglan Lovers, and the Mad Dreamers Who Tried to Build A Perfect Language, fruto de sus cinco años de investigación sobre las lenguas construidas. También aparece en el documental de 2011 de Sam Green: The Universal Language (El Lenguaje Universal).

## Educación y primeros años
Okrent nació en Chicago de padres de ascendencia polaca y transilvana y quedó fascinada con los idiomas desde una temprana edad, lo que le hizo seguir la carrera de lingüista. Después del Carleton College marchó a Hungría para dar clases durante un año; consiguió una Maestría en Artes (M.A.) en lingüística por la Universidad Gallaudet, y un doctorado en psicolingüística por la Universidad de Chicago en 2004. Puede comunicarse en inglés, húngaro, lengua de signos americana y klingon, y tiene un buen conocimiento pasivo del esperanto. Es nieta del editor y escritor Daniel Okrent.

## Publicaciones
- Okrent, Arika (2009). In the Land of Invented Languages: Esperanto Rock Stars, Klingon Poets, Loglan Lovers, and the Mad Dreamers Who Tried to Build A Perfect Language (en inglés). Spiegel & Grau. pp. 352. ISBN 0-385-52788-8.